# Nepytia phantasmaria
Nepytia phantasmaria är en fjärilsart som beskrevs av John Kern Strecker 1899. Nepytia phantasmaria ingår i släktet Nepytia och familjen mätare. Inga underarter finns listade i Catalogue of Life.